# Théorie des systèmes sociaux

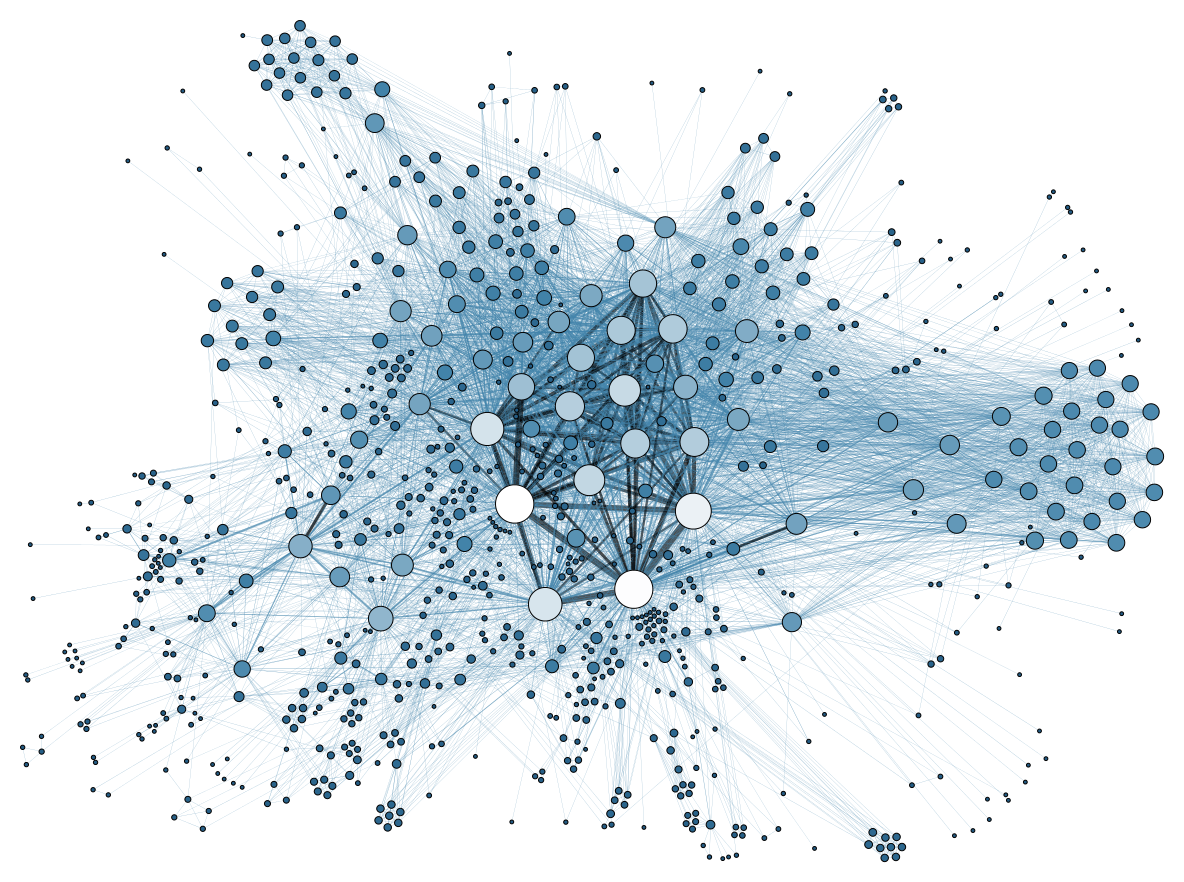
Une visualisation, sous forme de graphe, d'un réseau social.

Un système social résulte des histoires (au sens large), c'est-à-dire du sens, issu du langage humain lors des interactions sociales, qui tendent à donner forme au monde dans lequel on se trouve; les humains organisent leurs vies en fonction de leur environnement au sens large (biophysique, social, sémantique), de ce qu'ils en saisissent et des structures sociales qui précèdent leurs propres existences.
Les théories des systèmes sociaux sont un ensemble de travaux en sociologie, qui ont débuté dans les années 1930 autour des travaux de Talcott Parsons. Elles ont depuis occupé de nombreux chercheurs, principalement à partir des années 1960, puis via les travaux de Niklas Luhmann. Dans les années 1990 et avec l'avènement des analyses de réseaux, ces théories ont été reprises et mises à l'épreuve grâce à la modélisation. C'est donc un ensemble de théories qui sont traversées par trois vagues épistémologiques, et par un cumul des connaissances empiriques.

## Définitions de «système social»
Selon le Merriam-Webster les systèmes sociaux sont :
1. des structures sociales; des agencements issus des interrelations existantes entre les individus, les groupes et les institutions formant un tout cohérent;
2. une organisation formelle des rôles et des statuts qui peuvent se développer dans une organisation sociale de petite taille (famille, club)[1].

## Un champ de recherche en évolution
Les théories des systèmes sociaux sont un ensemble de travaux en sociologie, traversés par trois grandes vagues épistémologiques. La première vague fut portée notamment par Talcott Parsons et l'idée de « système social » ; Niklas Luhmann est vu comme le principal porteur de la seconde vague et apporte l'idée que la communication, au fil des interactions sociales, auto-organise le « système social »; tandis que la troisième s'est mise en place vers les années 1990 autour de l'idée d' « émergence sociale ».

### Première vague - Notion de "système social" en tant que produit des interactions sociales -
Talcott Parsons fut le premier, en 1937, à formuler une théorie systématique des systèmes sociaux en le définissant comme un réseau d'interactions entre acteurs. Les travaux de Parsons ont jeté les bases des études de la théorie des systèmes sociaux. Malgré son influence, la théorie de Parsons avait des faiblesses, ce qui a mené vers la seconde vague épistémologique.

### Seconde vague - Notion d'environnement, d'auto-organisation, et de sens -
C'est particulièrement autour de l'œuvre de Niklas Luhmann que la seconde vague des théories des systèmes sociaux s'est articulée. Selon cette approche c'est en interaction avec un environnement donné qu'un système social émerge et se maintient, et, ce à travers les interactions humaines qui produisent de la communication. Il y a selon cette approche autant d'environnements que de systèmes.
Toute la théorie des systèmes sociaux de Niklas Luhmann est une volonté d'application à la sociologie d'une théorie héritée de la biologie; l'autoréplication, c’est-à-dire la capacité du système d'utiliser récursivement l'image qu'il a de lui-même, est la condition de l'émergence de la notion d'autopoïèse des systèmes sociaux. Son idée renouvelle et étend celle de l'auto-organisation qui se voyait jusque-là limitée à la "seule" structure du système. Considérer l'autoréférence du système, c'est permettre au système de se différencier de son environnement en traçant, de l'intérieur, la frontière qui les sépare. La solution de Luhmann au problème de l'utilisation du concept biologique de l'autopoïèse pour les systèmes sociaux est de postuler que la vie n'est pas le seul mode de reproduction autopoïétique. Selon lui, ce n'est donc qu'en faisant l'effort d'abandonner le postulat aristotélicien selon lequel les systèmes sociaux et psychiques sont « vivants » que l'on pourra résoudre le problème de la reproduction autopoïétique de ces systèmes particuliers.
Partant de là, Luhmann définit les systèmes sociaux et psychiques comme des systèmes autopoïétiques non vivants dont le mode d'autoreproduction n'est pas la "vie", mais le "sens". Selon Luhmann, l'élément de base des systèmes sociaux est la communication. Dire que les systèmes sociaux sont des systèmes de communication c'est d'autre part, reconnaître l'inscription de ces systèmes dans le temps.
La nature événementielle de la communication explique ce que présuppose le concept d'autopoïèse, à savoir la nécessité du système à se reproduire sans cesse. En effet, l'événement, par définition, est à la fois unique et éphémère : il ne se produit qu'une fois… pour aussitôt disparaître. Le système de communication qu'est tout système social fait donc face à un danger continuel : celui de disparaître aussi vite qu'il est apparu. « Du fait, la dissolution continuelle du système devient une cause nécessaire de sa reproduction autopoïétique. Le système devient dynamique dans un sens très basique. Il devient agité de l'intérieur. L'instabilité de ses éléments est une condition de sa durabilité. »

### Troisième vague: émergence des formations sociales
Les tenants de l'individualisme méthodologique et des théories de l'action rationnelle croient, tant en économie qu'en psychologie, qu'une théorie robuste concernant les façons dont les gens font des choix et agissent selon leurs rationalités permet d'expliquer le social. Pour les tenants de la sociologie relationnelle, interactionniste ou structurelle, les systèmes complexes engendrant des interactions sociales n'ont que peu à voir avec les choix personnels et c'est donc vers le développement du concept d’émergence sociale, issue de processus communicationnels humains (le langage humain), ainsi que des développements des théories des systèmes complexes, qu'ils se sont tournés.
Parmi les chercheurs qui se sont intéressés aux phénomènes d’émergence sociale des systèmes sociaux, Harrison White est vu comme l’un des contributeurs majeurs de ce courant de recherche, et ce notamment via son apport des notions d’encastrement et de découplage pour désigner l’émergence des formations sociales.
Actuellement, l'étude des systèmes complexes « repose sur l’utilisation d’outils récents au croisement de la statistique, de l’informatique, de la théorie des graphes ou de la physique (machine learning, big data, data mining, agent-based networks…) »